# Miss Li
Miss Li, pseudonimo di Linda Therese Karlsson (Borlänge, 21 luglio 1982), è una cantante svedese.

## Carriera
Miss Li ha iniziato a pubblicare le sue canzoni originali sul suo profilo MySpace nel 2006, e nell'autunno dello stesso anno aveva già ottenuto abbastanza notorietà da ricevere offerte da varie etichette discografiche. Il suo album di debutto Late Night Heartbroken Blues è uscito alla fine del 2006 e ha debuttato alla 60ª posizione della classifica svedese.
Nel 2007 ha collaborato con Lars Winnerbäck, con cui ha duettato nel singolo Om du lämnade mig nu, che ha debuttato alla vetta della classifica svedese ed è rimasto nella top 60 per più di un anno. Nello stesso anno il suo singolo da solista di maggior successo, Oh Boy, ha conquistato l'8º posto in classifica.
Nel 2012 ha preso parte alla terza edizione programma canoro Så mycket bättre, trasmesso su TV4. L'anno successivo è uscito Wolves, il suo settimo album nonché disco di maggiore successo, arrivato 2º nella classifica nazionale. Si tratta del suo secondo album nella top 10 svedese dopo Dancing The Whole Way Home (2009). La IFPI Sverige ha certificato oltre 760 000 unità dei suoi singoli, corrispondenti a dieci dischi di platino e tre d'oro.

## Discografia

### Album in studio
- 2006 – Late Night Heartbroken Blues
- 2007 – God Put a Rainbow in the Sky
- 2007 – Songs of a Rag Doll
- 2009 – Dancing the Whole Way Home
- 2011 – Beats & Bruises
- 2012 – Tangerine Dream
- 2013 – Wolves
- 2017 – A Woman's Guide to Survival
- 2021 – Underbart i all misär/Wonderful Misery
- 2024 – Livet, döden, skiten däremellan

### Raccolte
- 2008 – Miss Li
- 2009 – Best of 061122-071122
- 2012 – Singles and Selected

### EP
- 2019 – Så mycket bättre - Tolkningarna

### Singoli
- 2006 – Oh Boy
- 2007 – High on You
- 2007 – I'm Sorry, He's Mine
- 2007 – Let Her Go
- 2007 – Om du lämnade mig nu (con Lars Winnerbäck)
- 2007 – Gotta Leave My Troubles Behind
- 2008 – Why Don't You Love Me
- 2008 – Ba Ba Ba
- 2009 – I Heard of a Girl
- 2009 – Dancing the Whole Way Home
- 2009 – Stupid Girl
- 2010 – Bourgeois Shangri-La
- 2011 – I Can't Get You Off My Mind
- 2011 – You Could Have It (So Much Better Without Me)
- 2011 – Hit It
- 2012 – My Heart Goes Boom
- 2012 – Plastic Faces
- 2012 – It Ain't Over
- 2013 – Spaceship
- 2013 – Transformer
- 2014 – I Finally Found It
- 2016 – Bonfire
- 2017 – Aqualung
- 2017 – Love Hurts
- 2017 – The Day I Die (I Want You to Celebrate)
- 2018 – Den vintertid nu kommer
- 2019 – Blommorna (con Petter)
- 2019 – Lev nu dö sen
- 2019 – Until It All Ends
- 2019 – Everything's Alright
- 2019 – Då börjar fåglar sjunga
- 2019 – Kaffe och ein cigarett
- 2020 – Complicated
- 2020 – Stronger
- 2020 – Therapy
- 2021 – Sorry
- 2021 – The Manual
- 2021 – Utan dig
- 2022 – X
- 2022 – Hälsa Gud
- 2023 – Ålderdomshemmet
- 2023 – Våran sång
- 2024 – Misstag
- 2024 – Maraton (feat. Eah Jé)
- 2024 – Verktygslådan
- 2024 – Småstadsdrömmar

### Collaborazioni
- 2019 – Close Your Eyes (Felix Jaehn e i Vize feat. Miss Li)